# GY Возничего
GY Возничего (лат. GY Aurigae) — двойная затменная переменная звезда типа Алголя (EA) в созвездии Возничего на расстоянии (вычисленном из значения параллакса) приблизительно 2589 световых лет (около 794 парсеков) от Солнца. Видимая звёздная величина звезды — от +13,3m до +12,7m. Орбитальный период — около 4,1174 суток.

## Характеристики
Первый компонент — белая звезда спектрального класса A8. Эффективная температура — около 5100 К.